# Штромило, Иван Илларионович
Иван Илларионович Штромило — советский хозяйственный, государственный и политический деятель, Герой Социалистического Труда.

## Биография
Родился в 1905 году в Красноярске. Член ВКП(б).
С 1917 года — на хозяйственной, общественной и политической работе. В 1917—1965 гг. — погонщик лошадей на земляных работах, телеграфист, участник Гражданской войны, секретарь сельсовета, секретарь райисполкома, уполномоченный промысловой кооперации по Красноярскому краю, председатель исполкома Бирилюсского, с 1946 г. — Минусинского районного Совета депутатов трудящихся Красноярского края, 1-й секретарь Емельяновского райкома ВКП(б), слушатель Высшей партийной школы при ЦК КПСС, начальник отдела переселения и оргнабора рабочих при Красноярском крайисполкоме.
Указом Президиума Верховного Совета СССР от 7 января 1948 года присвоено звание Героя Социалистического Труда с вручением ордена Ленина и золотой медали «Серп и Молот».
Умер в Красноярске.